# Els productors (pel·lícula de 2005)
Els productors (títol original en anglès: The Producers) és una pel·lícula estatunidenca dirigida per Susan Stroman i estrenada l'any 2005. Ha estat doblada al català.
Aquesta nova versió s'inspira molt en una comèdia musical interpretada a Broadway l'any 2001, segons el film de Mel Brooks, estrenat l'any 1967, Els productors.

## Argument
Un productor de Broadway, posat al dia d'una estafa comptable que consisteix en produir una peça que sigui un fracàs financer, decideix d'aliar-se amb el tímid comptable. Els dos estafadors decideixen muntar la pitjor comèdia musical: Una primavera per a Hitler.
Per fer-ho, fan finançar la peça a velles senyores que ells aprecien. La peça escollida és escrita per un nazi. Són seleccionats un escenògraf homosexual i el seu equip.
Contra tot pronòstic, la seva peça satírica és un èxit. Llavors tenen problemes amb la justícia: el productor és jutjat, el comptable s'escapa al Brasil però torna per amistat. Són convictes, i munten una peça a la presó. El governador els indulta per al seu treball.

## Repartiment
- Nathan Lane: Max Bialystock
- Matthew Broderick: Leo Bloom
- Uma Thurman: Ulla Inga Hansen Benson Yansen Tallen Hallen Svaden Swanson
- Will Ferrell: Franz Liebkind
- Gary Beach: Roger De Bris
- Roger Bart: Carmen Ghia
- Jon Lovitz: Mr. Marks
- Michael McKean: Prison Trustee
- David Huddleston: Jutge
- Richard Kind: Jurat Foreman
- Eileen Essell: Hold Me-Touch Me
- Debra Monk: Lick Me-Bite Me
- Andrea Martin: Kiss Me-Feel Me
- John Barrowman: tenor principal
- Marilyn Sokol: Bag Lady
- Danny Mastrogiorgio: Guarda de la presó
- Mel Brooks: ell mateix, veus de Tom el Gat, Hilda al colom i el soldat alemany

## Al voltant de la pel·lícula
Nathan Lane, Matthew Broderick, Gary Beach i Roger Bart tornen aquí amb els papers que havien creat per l'escena a la comèdia musical de Broadway del mateix nom, l'any 2001, espectacle que havia rebut una acollida molt entusiasta del públic i de la crítica.
crítica
- "La pregunta és: Com és de bona la pel·lícula del musical de la pel·lícula? La resposta és: bastant bona."[3]
- "Si vas a veure l'obra, especialment si la vas veure amb el seu repartiment original, conserva la seva memòria com un tresor i protegeix-la. La pel·lícula l'atacarà com un virus."[4]
- "Ja n'hi ha prou. Algú hauria de simplement de deixar de fer remakes de 'The producers' (...) No és concretament una mala pel·lícula, simplement no afegeix molt ni a la pel·lícula original ni a l'obra en la qual es basa (...) Puntuació: ★★½ (sobre 4)."[5]